# Norne

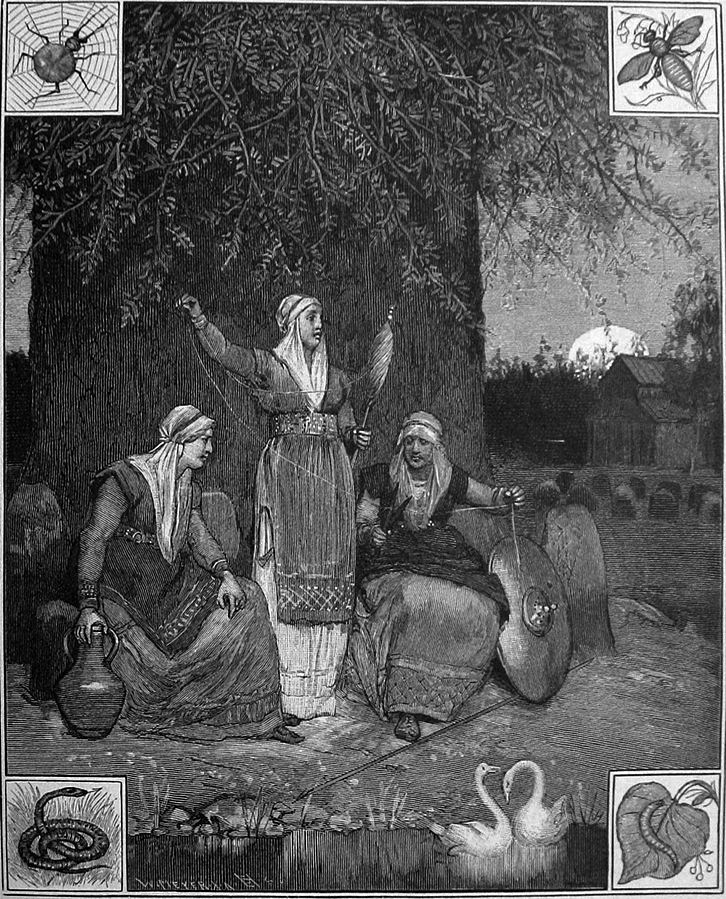
Le norne tessono i fili del destino ai piedi di Yggdrasill, il grande frassino.

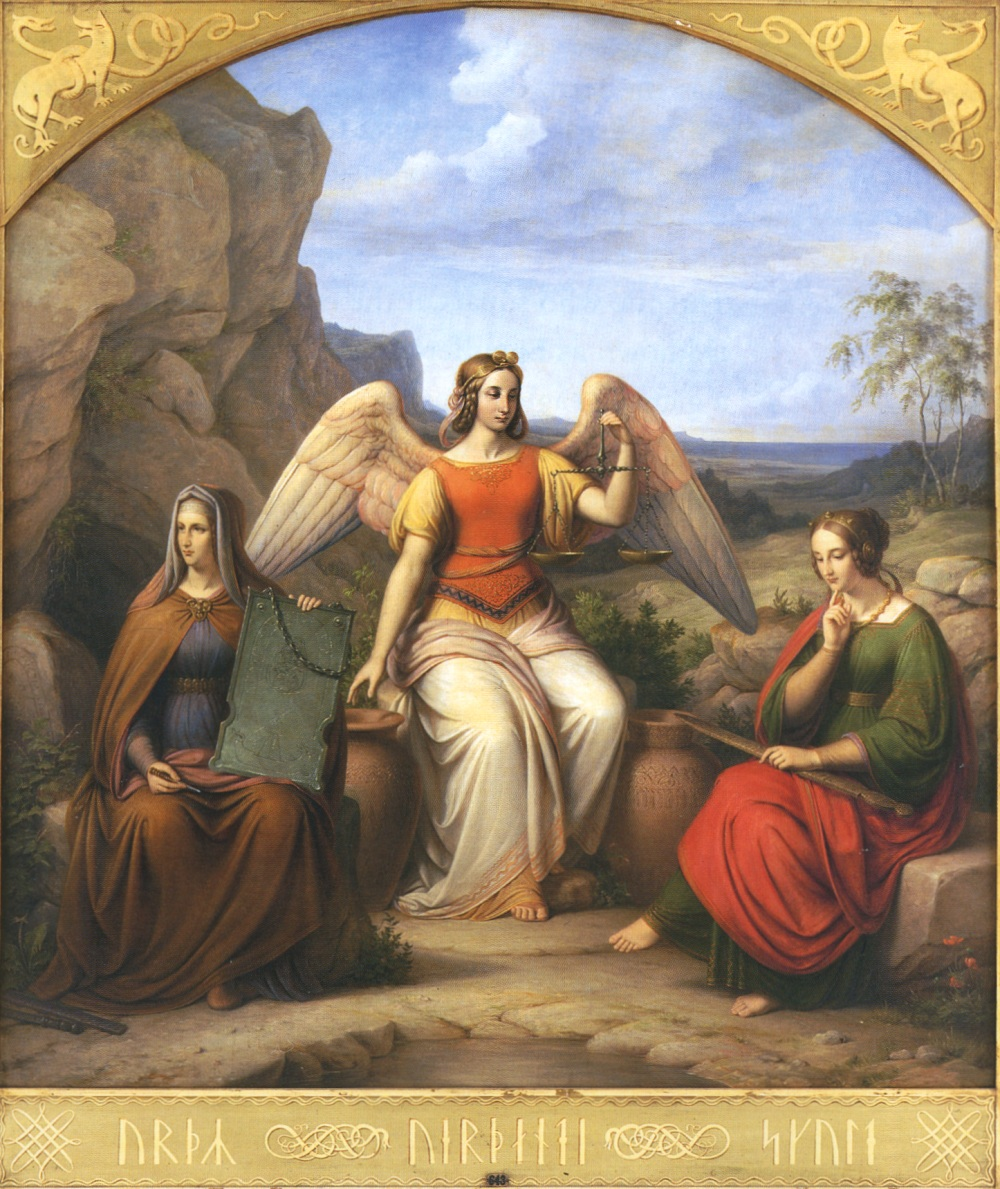
Questa rappresentazione delle norne ritrae una di loro con le ali, contrariamente alla tradizione.

Le Norne erano divinità della mitologia norrena. Il termine "Norna" deriva dal norreno "Norn" (Nornir al plurale) che significa "[colei che] bisbiglia [un segreto]"(o comunque il futuro), esse vivono presso la fonte di Urðarbrunnr, ove tessono il filo del destino o, a seconda delle fonti, incidono le rune:
margs vitandi

þríar ór þeim sæ,

es und þolli stendr;

Urð hétu eina,

aðra Verðandi,

skáru á skíði,

Skuld ena þriðiu.

Þær lög lögðu,

þær líf köru,

alda börnum,

örlög seggia.»
di molta saggezza,

tre, da quelle acque

che sotto l'albero si stendono.

Ha nome Urðr la prima,

Verðandi l'altra

(sopra una tavola incidono rune),

Skuld quella ch'è terza.

Queste decidono la legge,

queste scelgono la vita

per i viventi nati,

le sorti degli uomini.»
(Edda poetica - Völuspá - Profezia della Veggente XX)
Le Norne dimoravano presso l'Urðabrunnr, il Pozzo di Urd, descritto come bianchissimo e risplendente. Si racconta che presso tale fonte ci sia la piana dove gli Asi tengono consiglio, detta Idavall. Esse avevano il compito di irrorare ogni giorno Yggdrasil con acqua e argilla per evitare che seccasse o marcisse, dove tessono l'arazzo del destino. La vita di ogni persona è un filo nel loro telaio e la sua lunghezza corrisponde alla lunghezza della vita dell'individuo.
Nell'Edda vengono descritte anche come intagliatrici di Rune, che incidono su assicelle e tavolette, forse per trascrivere le diverse vite delle creature dell'universo, infatti si dice che nella trama del destino sono tessute le Rune.
Al loro potere sul destino si fa risalire la ragione per cui sull'unghia della Norna sono incise le Rune ("segreti sussurrati").
Le Norne stabilivano il destino degli uomini, lo svolgimento della vita delle creature dell'universo, nessuno escluso: uomini, animali, piante, esseri sovrannaturali, persino le divinità erano sottoposte al criterio delle Norne, le uniche creature che veramente possono essere definite "eterne" nella cosmogonia dei popoli nordici. Peculiare della mentalità nordica era, infatti, che tutto avesse una fine, e che nulla fosse eterno, neanche gli dei che infatti sono destinati a perire nel Ragnarǫk. L'unica cosa eterna è il Destino, che era appunto gestito dall'operato delle tre Norne.
Delle Norne si parla sempre al plurale e compaiono molto spesso in diversi passi della poesia eddica e scaldica, prevalentemente nella loro figura di Norne ostili che stabiliscono un destino di sfortuna e morte, seppur non manchino riferimenti anche al loro lato positivo. Questo perché rappresentano le dee del destino, incarnazione di un fato superiore e ineluttabile che tutto sovrasta, uomini e dei che siano.
Nel "Dialogo di Fáfnir" si precisa come esse siano di diversa natura, alcune appartenenti agli Asi, altre ai Vani, altre ancora agli Elfi, poiché vengono descritte come un gruppo numeroso di divinità dal carattere indistinto. Solamente Snorri nella Vǫluspá ne definisce solo tre di suddetto gruppo, che dimorano presso l'Albero Cosmico, Yggdrasil, accanto alla fonte del destino, Urðarbrunnr. Queste tre Norne ricordano molto non solo le Parche romane, ma anche le Moire greche. Solo Urðr, il cui nome significa "destino", è la più anziana; Verðandi risulta essere infatti una figura ben più tarda e il suo nome deriva dal verbo "verða" "divenire". Skuld, definita da Snorri la più giovane, porta con sé il significato di "debito", "colpa" e viene nominata anche nella schiera delle Valchirie. Il legame tra le Norne e le Valchirie viene sottolineato anche in un passo del "Dialogo di Fáfnir", dove si dice che i lupi sono i "cani delle Norne" poiché pongono fine a molte vite; nello stesso passo si evince anche il legame tra le Norne e le Dísir.
La credenza nelle Norne era così fortemente radicata nel mondo e nella cultura nordici, che in alcune saghe la venerazione di esse viene indicata tra le consuetudini a cui doveva rinunciare chi si convertiva al cristianesimo.

## Nella cultura popolare

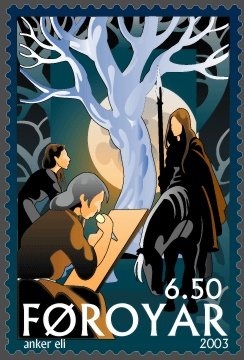
Francobollo delle Fær Øer raffigurante le Norne

Nel manga Oh, mia dea!, le norne rivestono un ruolo principale. Degno di nota è il nome di una delle protagoniste, Belldandy, tale nome infatti deriva da quello della norna Verðandi ed ha subito tale cambiamento a causa della traslitterazione prima da norreno a giapponese, con risultato Berudandī (ベルダンディー?), e poi nuovamente dal giapponese in caratteri occidentali.
Il nome delle altre due sorelle di Belldandy è infatti Urd e Skuld. La prima si occupa di chimica e pozioni e la seconda invece ama la meccanica e si ingegna spesso a costruire strani marchingegni.
In La spada del guerriero, primo libro della saga Magnus Chase e gli dei di Asgard, le Norne predicono il futuro di Magnus.
Nella versione animata di God Eater (serie) NORN è il sistema operativo usato dal gruppo Fenrir.
Le Norne sono presenti nel romanzo di Philip K. Dick "Galactic Pot-Healer" (in italiano "Giù nella cattedrale").
Hanno un ruolo significativo anche in American Gods di Neil Gaiman: vegliano vicino al frassino dove Shadow tiene la veglia funebre per Wednesday (Odino), riportano alla vita la sua fidanzata Laura, e annunciano a Mr. Town, l'agente segreto governativo, che verrà ucciso.
Nella serie animata Steins;Gate viene attuata una operazione, la cosiddetta "Operation Verdandi", la quale prende il nome dalla norna Verðandi.
Nel videogioco God of War Ragnarök, le norne vengono visitate dal protagonista Kratos che, in una stanza piena di fili (chiara simbologia riguardante il destino), ascolta le previsioni di queste sul suo futuro.

## Influenza culturale
Alle norne sono intitolate le Norna Tesserae su Venere.